# Liberi di volare
Liberi di volare è il 22º album in studio della band italiana Nomadi.

## Tracce
1. Stop the world (Vogliamo tornare a giocare) – 4:36 (testo: Lorella Cerquetti e Giuseppe Carletti – musica: Andrea Mei, Giuseppe Carletti e Calogero Falzone)
2. Dove sei – 3:58 (testo: Giuseppe Carletti e Diego Pigozzo – musica: Ruggero Robin e Giuseppe Carletti)
3. La vita che seduce – 4:28 (testo: Lorella Cerquetti e Giuseppe Carletti – musica: Andrea Mei e Giuseppe Carletti)
4. La libertà di volare – 4:28 (Marco Chiarelli e Giuseppe Carletti)
5. Certo che puoi – 3:35 (testo: Massimo Vecchi e Ruggero Robin – musica: Giuseppe Carletti e Ruggero Robin)
6. Se non ho te – 3:56 (testo: Danilo Sacco – musica: Giuseppe Carletti)
7. Tu combatterai – 3:29 (Marco Chiarelli e Giuseppe Carletti)
8. Stella d'oriente – 5:04 (testo: Lorella Cerquetti e Giuseppe Carletti – musica: Andrea Mei e Giuseppe Carletti)
9. La rosa del deserto – 4:49 (testo: Lorella Cerquetti e Giuseppe Carletti – musica: Andrea Mei e Giuseppe Carletti)
10. Salve sono la giustizia – 2:57 (testo: Marco Chiarelli, Giuseppe Carletti, Danilo Sacco e Calogero Falzone – musica: Marco Chiarelli e Giuseppe Carletti)

## Formazione
Gruppo
- Danilo Sacco – voce, chitarra
- Beppe Carletti – tastiere
- Cico Falzone – chitarra
- Massimo Vecchi – basso, voce
- Daniele Campani – batteria
- Sergio Reggioli – violino

Altri musicisti
- Giovanna Cividini – violoncello
- Elisabetta Farris – flauto

## Classifiche
| Classifica | Posizione |
| ---------- | --------- |
| Italia     | 4         |